# Хасан Баба теке (Тесалия)
Вижте пояснителната страница за други значения на Хасан Баба теке.
Хасан Баба теке (на гръцки: Τεκές Χασάν Μπαμπά, на турски: Hasan Baba Tekke) е дервишко теке на входа на Темпейската долина в Гърция.
Текето е част от общ архитектурен ансамбъл от сгради, включващ джамия с минаре, кервансарай и кухня. Основано и посветено на дервиша Хасан с титул Баба, който е почитан като светец и лечител по тези места.
Сградата на текето е издигната през 15 – 16 век, въпреки че надписа за изграждането отбелязва 732 г. по Хиджра, което ще рече 1354 г. или от времето преди османското овладяване на Тесалия от Турахан бей.
Текето е много популярно по османско време. Отбелязано е от Евлия Челеби, както и от всички пътешественици преминаващи темпейската долина. С кервансарая е изградено на много удобно и подходящо за пътниците място. След присъединяването на Тесалия към Гърция през 1881 г. мястото постепенно запустява и днес е в руини. На сградата и постройките към текето ясно личи едноредовият корниз „вълчи зъб“.